# Zemljopis Litve
Zemljopis Litve odnosi se na zemljopisne karakteristike Litve, koja se nalazi na sjeveru Europe. 
Obuhvaća površinu od 65,200 km². Prostire se od 53° do 57° N, i pretežno između 21° i 27° E (mali dio nalazi se zapadnije od 21° E). Ima oko 100 kilometara pješčanih obala, od kojih je samo 38 kilometara okrenuto direktno prema Baltičkom moru, što je najmanje od svih baltičkih država; ostatak je zaklonjen Kurskom prevlakom. Najveća i najvažnija rijeka Njemen, važan je plovidbeni put.
Litva je skoro u potpunosti ravničarska zemlja, čiji su reljef uglačali ledenjaci iz posljednjega ledenoga doba. Najviši vrh je Aukštojas s nadmorskom visinom od 294 metara. Nalazi se na istoku države, blizu granice s Bjelorusijom. Na teritoriju Litve nalazi se nekoliko jezera, kao što je jezero Vištitis. Državu prekrivaju i šume koje čine oko 33 posto ukupne površine. Klima je pretežno kontinentalna, s vlažnim zimama i umjereno toplim ljetima.
Zemljopisno središte Europe nalazi se 26 kilometara sjeverno od glavnog grada Litve, Vilniusa.

## Galerija
- Zimski krajolik Litve.
- Pješčane dine Kurske prevlake.
- Šuma Dainava.
- Pješčano brdo "Nizozemska kapa" (Olando Kepure).